# Un toque de violencia
Un toque de violencia (en chino, 天注定, en inglés: A Touch of Sin) es una película dramática china de 2013 dirigida por Jia Zhangke. Fue nominada para la Palma de Oro en el Festival de Cannes 2013, con Jia ganando el premio al mejor guion. Las estrellas de la película incluyen a Zhao Tao, la esposa de Jia y colaboradora desde hace mucho tiempo.

## Sinopsis
La película está ambientada en la China actual y se basa en sucesos recientes de la China contemporánea. También se inspira en historias wuxia. El título en chino, 天注定 (Tiān zhùdìng) se traduce literalmente como «destino celestial» o «destino predestinado», mientras que su título en inglés es una referencia a la épica de acción de King Hu de 1971, A Touch of Zen, una de las películas de wuxia más influyentes.
Gira en torno a cuatro historias localizadas en entornos geográficos y sociales muy diferentes de la China moderna, que van desde bulliciosas metrópolis del sur como Guangzhou y Dongguan hasta los municipios más rurales en la provincia natal de Jia, Shanxi.
Las historias están basadas en:
1. Hu Wenhai  zh (2001)[4][5]
2. Zhou Kehua (2004-2012)[4][5]
3. Caso de Deng Yujiao (2009)[4][5]
4. Suicidios en Foxconn (2007-2013)[4][5]